# Kaori Ichō
Kaori Ichō (japonès: 伊調馨)  (Hachinohe, 13 de juny de 1984) és una lluitadora japonesa, guanyadora de quatre medalles olímpiques en la modalitat de lluita lliure. És la primera dona en qualsevol esport a guanyar l'or individual en quatre Jocs Olímpics consecutius. És germana de la també lluitadora i medallista olímpica Chiharu Icho.
Va participar, als 20 anys, en els Jocs Olímpics d'Estiu de 2004 realitzats a Atenes (Grècia), on va aconseguir guanyar la medalla d'or en la prova femenina del pes mitjà (- 63 kg.). En els Jocs Olímpics d'Estiu de 2008 realitzats a Pequín (República Popular de la Xina) aconseguí revalidar el seu títol olímpic, un fet que repetí en els Jocs Olímpics d'Estiu de 2012 celebrats a Londres (Regne Unit) i als de Rio de Janeiro de 2016, tot i que en aquesta ocasió en la categoria de menys de 58 kg.
Al llarg de la seva carrera ha guanyat deu medalles en el Campionat del Món de lluita, totes elles d'or, així com dues medalles als Jocs Asiàtics.
Va ser la gran dominadora d'aquest esport durant una quinzena d'anys, amb tan sols dues derrotes entre el 2002 i el gener de 2016 per un total de 189 combats consecutius guanyats, una fita no aconseguida fins al moment per cap altra dona o home.